# Маркиз (Па-де-Кале)
Маркиз (фр. Marquise) — коммуна во Франции, регион О-де-Франс, департамент Па-де-Кале, округ Булонь-сюр-Мер, кантон Девр. Расположена в 16 км к северо-востоку от Булонь-сюр-Мер, в 500 м от автомагистрали А16 «Европейская». Через город протекает речка Слак, впадающая в Ла-Манш. В 2 км к юго-востоку от центра коммуны находится железнодорожная станция Маркиз-Ренсан линии Булонь-Кале.
Население (2018) — 5 064 человека.

## Достопримечательности
- Церковь Святого Мартина XIII века
- Водяная мельница XVII века
- Мраморные карьеры

## Экономика
Маркиз — крупный центр добычи мрамора, мраморные карьеры расположены к северу от города.
Структура занятости населения:
- сельское хозяйство — 1,5 %
- промышленность — 9,9 %
- строительство — 6,1 %
- торговля, транспорт и сфера услуг — 40,2 %
- государственные и муниципальные службы — 42,3 %

Уровень безработицы (2017) — 17,2 % (Франция в целом — 13,4 %, департамент Па-де-Кале — 17,2 %). 

Среднегодовой доход на 1 человека, евро (2017) — 18 730 (Франция в целом — 21 110, департамент Па-де-Кале — 18 610).

## Демография
Динамика численности населения, чел.

## Администрация
Пост мэра Маркиза с 2014 года занимает Бернар Эврар (Bernard Evrard). На муниципальных выборах 2020 года возглавляемый им независимый список победил в 1-м туре, получив 75,23 % голосов.
| Период | Период | Фамилия         | Партия                                                             | Примечания                                                                          |
| ------ | ------ | --------------- | ------------------------------------------------------------------ | ----------------------------------------------------------------------------------- |
| 1945   | 1977   | Луи де Сенешаль | Французская секция Рабочего интернационала Социалистическая партия | учитель, депутат Национального собрания, президент Генерального совета департамента |
| 1977   | 1995   | Пьер Полле      | Социалистическая партия                                            | профессор                                                                           |
| 1995   | 1998   | Жан Лангле      | Объединение в поддержку Республики                                 | руководитель предприятия                                                            |
| 1998   | 2001   | Бернар Дерам    | Объединение в поддержку Республики                                 | врач                                                                                |
| 2001   | 2011   | Мартьяль Эрбер  | Социалистическая партия                                            | профессор географии, член Генерального совета департамента                          |
| 2011   | 2014   | Жан-Рене Брак   | Социалистическая партия                                            | работник компании France Télécom                                                    |
| 2014   |        | Бернар Эврар    | Разные правые                                                      | работник налоговой службы                                                           |